# Alexandre Bengué
Alexandre "Alex" Bengué (ur. 22 grudnia 1975 w Lourdes) – francuski kierowca rajdowy. Rajdowy mistrz Francji na nawierzchniach asfaltowych z roku 2003.
Specjalizuje się w rajdach na nawierzchniach asfaltowych. Poza mistrzostwem Francji zdobył też w swoim kraju dwa tytuły wicemistrzowskie, w latach 2002 (na asfalcie) i 2004 (w klasyfikacji generalnej).
W Rajdowych Mistrzostwach Świata zadebiutował w 1999 roku w Rajdzie Korsyki Peugeotem 106 S16. W sezonie 2005 był kierowcą fabrycznym zespołu Škody. Jego pilotem przez wiele lat była Caroline Escudero, a obecnie jest nim Matthieu Baumel.

## Starty w rajdach WRC
| Sezon | Zespół                | Samochód                             | 1      | 2       | 3          | 4             | 5         | 6         | 7         | 8             | 9             | 10            | 11      | 12              | 13        | 14              | 15            | 16              | Punkty | Miejsce |
| ----- | --------------------- | ------------------------------------ | ------ | ------- | ---------- | ------------- | --------- | --------- | --------- | ------------- | ------------- | ------------- | ------- | --------------- | --------- | --------------- | ------------- | --------------- | ------ | ------- |
| 1999  |                       | Peugeot 106 S16                      | Monako | Szwecja | Kenia      | Portugalia    | Hiszpania | NU        | Argentyna | Grecja        | Nowa Zelandia | Finlandia     |         | Włochy          | Australia | Wielka Brytania |               |                 | 0      | -       |
| 2000  |                       | Peugeot 106 S16                      | Monako | Szwecja | Kenia      | Portugalia    | Hiszpania | Argentyna | Grecja    | Nowa Zelandia | Finlandia     | Cypr          | NU      | Włochy          | Australia | Wielka Brytania |               |                 | 0      | -       |
| 2001  |                       | Peugeot 106 S16                      | NU     | Szwecja | Portugalia | Hiszpania     | Argentyna | Cypr      | Grecja    | Kenia         | Finlandia     | Nowa Zelandia | Włochy  | Francja         | Australia | Wielka Brytania |               |                 | 0      | -       |
| 2003  | Team BSA              | Peugeot 206 WRC                      | Monako | Szwecja | Turcja     | Nowa Zelandia | Argentyna | Grecja    | Cypr      | Niemcy        | Finlandia     | Australia     | Włochy  | NU              | Hiszpania | Wielka Brytania |               |                 | 0      | -       |
| 2004  | Équipe de France FFSA | Peugeot 206 XS S1600 Peugeot 206 WRC | Monako | Szwecja | Meksyk     | Nowa Zelandia | Cypr      | Grecja    | Turcja    | Argentyna     | NU            | 10            | Japonia | Wielka Brytania | Włochy    | NU              | Hiszpania     | Australia       | 0      | -       |
| 2005  | Škoda Motorsport      | Škoda Fabia WRC                      | 9      | Szwecja | Meksyk     | Nowa Zelandia | Włochy    | Cypr      | Turcja    | Grecja        | Argentyna     | Finlandia     | NU      | Wielka Brytania | Japonia   | 6               | NU            | Australia       | 3      | 21.     |
| 2006  | Team BSA              | Peugeot 307 WRC                      | Monako | Szwecja | Meksyk     | 4             | 5         | Argentyna | Włochy    | Grecja        | Niemcy        | Finlandia     | Japonia | Cypr            | Turcja    | Australia       | Nowa Zelandia | Wielka Brytania | 9      | 12.     |